# Берталан Штајнер
Берталан Штајнер (мађ. Steiner Bertalan, 20. октобар 1881 —  1. септембар 1914, био је мађарски фудбалер и репрезентативац Мађарске.

## Каријера

### Клуб
Био је фудбалер ФК 33 у Обуди, где је са тимом освојио треће место у сезони 1902. За ФК 33 је одиграо укупно 7 утакмица.

### Репрезентација
Године 1902. појавио се у националној једанаесторици у првој званичној утакмици мађарске фудбалске репрезентације.

### Фудбалски судија
Судио је на четири фудбалске утакмице у сезони 1903.